# Anechura bipunctata
Espèce
Synonymes
- Achenura bipunctata (misspelling)[2]
- Anechura orientalis Krauss in De Bormans & Krauss, 1900[2]
- Chelidura anthracina Kolenati, 1846[2]
- Forficula biguttata Fabricius, 1794[2]
- Forficula bipunctata Fabricius, 1781[2]
- Forficula fabricii Fieber, 1854[2]

Anechura bipunctata est une espèce d'insectes de la famille des Forficulidae.